# Флосенбирг
Флосенбирг (њем. Flossenbürg) општина је у њемачкој савезној држави Баварска. Једно је од 38 општинских средишта округа Нојштат ан дер Валднаб. Према процјени из 2010. у општини је живјело 1.699 становника. Посједује регионалну шифру (AGS) 9374122.

## Географски и демографски подаци
Флосенбирг се налази у савезној држави Баварска у округу Нојштат ан дер Валднаб. Општина се налази на надморској висини од 644 метра. Површина општине износи 23,3 km². У самом мјесту је, према процјени из 2010. године, живјело 1.699 становника. Просјечна густина становништва износи 73 становника/km².